# Echium cantabricum
La Echium cantabricum o también llamada Viborera azul de Piedrasluengas es una especie herbácea perteneciente a la familia de las boragináceas, y es una planta endémica de la cordillera Cantábrica.

## Descripción
Puede ser bienal o perenne, alcanza 1 m de talla, con tallos ascendentes que surgen de la roseta, e inflorescencia cilíndrica de 4 cm. Se encuentra en el Catálogo de Flora Amenazada como "Sensible a la alteración de su hábitat.

## Origen y Hábitat
Endemismo del norte de la provincia de Palencia, en La Pernía y del sur de Cantabria, en la sierra de Híjar. La ázul de Piedraslenguas es una rara viborera localizada en orlas herbáceas, en el entorno de los prados de siega del puerto de Piedrasluengas, y que se extiende a la vertiente norte de la Sierra de Híjar. Se encuentra en linderas, bosques aclarados, fisuras y praderas, en suelos frescos y umbríos.
La vertiente sur de esta sierra forma parte del parque natural Montaña Palentina.

## Taxonomía
En 1976, Manuel Laínz la consideró, una subespecie de Echium italicum, que se llamaba Echium italicum subs, cantabricum, pero en 1979 la catalogó, junto con otro botanico como especie propia, llamándose Echium cantabricum.

### Etimología
- Echium: Nombre genérico que deriva del griego echium, lo que significa víbora, por la forma triangular de las semillas que recuerdan vagamente a la cabeza de una víbora.
- Cantabricum: Epíteto geográfico que refiere a cantábrico.